# Кумарик (Меркенський район)
Кумари́к (каз. Құмарық) — село у складі Меркенського району Жамбильської області Казахстану. Входить до складу Кенеського сільського округу.
У радянські часи село називалось Ферма № 2 совхоза Аспаринський, з 2018 року сучасна назва.
Населення — 102 особи (2021; 0 у 2009, 0 у 1999, 332  у 1989).